# NGC 5312
NGC 5312 ist eine 13,9 mag helle Linsenförmige Galaxie mit aktivem Galaxienkern vom Hubble-Typ S0/a im Sternbild Jagdhunde am Nordsternhimmel. Sie ist schätzungsweise 195 Millionen Lichtjahre von der Milchstraße entfernt und hat einen Durchmesser von etwa 45.000 Lj.

Im selben Himmelsareal befinden sich u. a. die Galaxien NGC 5318, NGC 5319, NGC 5321, NGC 5347.
Das Objekt wurde am 2. Mai 1785 von Wilhelm Herschel mit einem 18,7-Zoll-Spiegelteleskop entdeckt, der sie dabei mit „Two. Both eF, stellar, distance 4′ or 5′ nearly in meridian. The northern faintest“ beschrieb. Die zweite genannte Galaxie ist NGC 5318.